# Stenodynerus opalinus
Stenodynerus opalinus är en stekelart som beskrevs av Richard Mitchell Bohart 1966. Stenodynerus opalinus ingår i släktet smalgetingar, och familjen Eumenidae. Inga underarter finns listade i Catalogue of Life.